# Reutte
Reutte é um município da Áustria, situado no distrito de Reutte, no estado do Tirol. Tem 100,78 km² de área e sua população em 2019 foi estimada em 6.772 habitantes.